# 미셸 베소

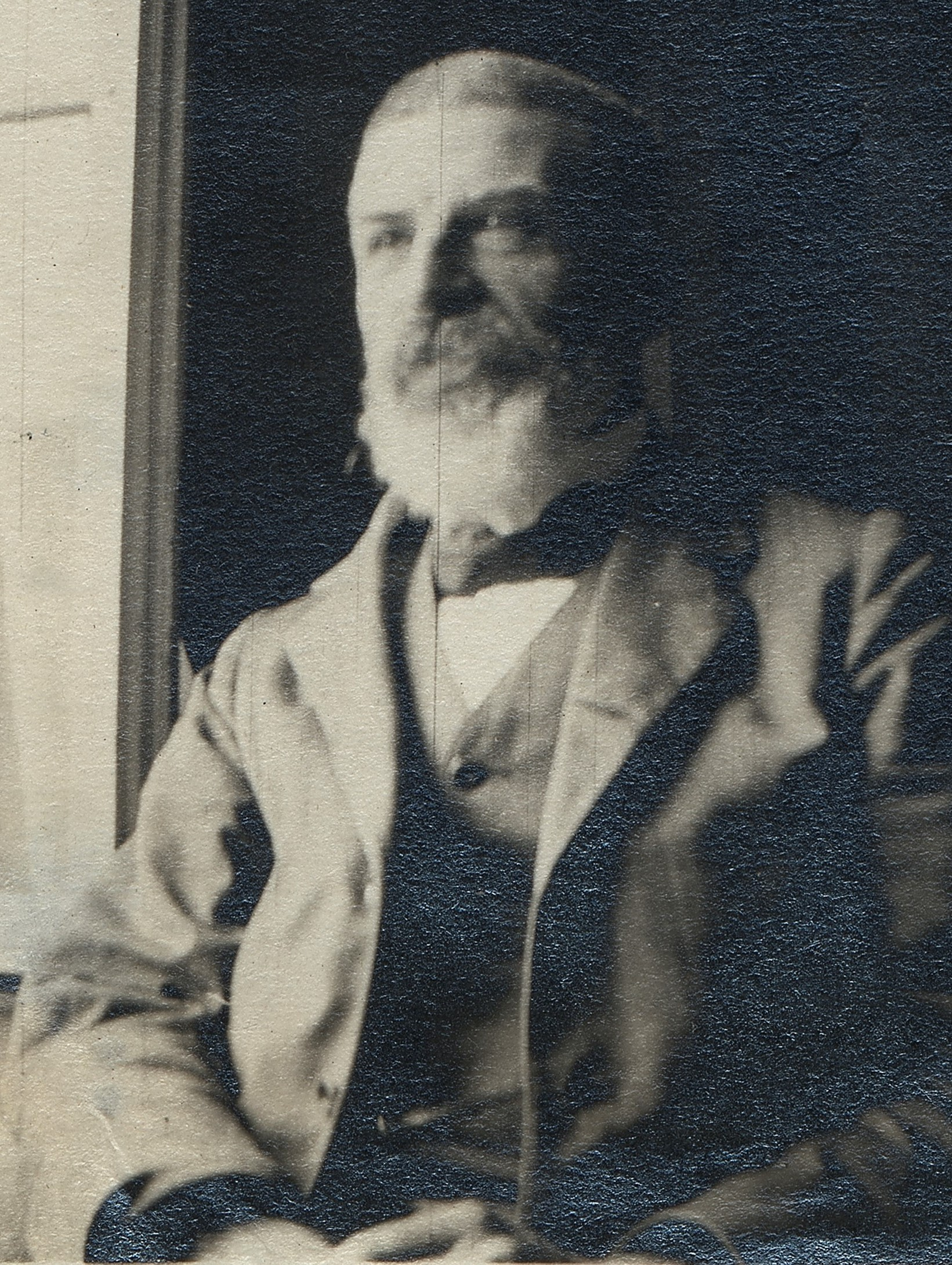
미셸 안젤로 베소

미셸 안젤로 베소(Michele Angelo Besso, 리스바흐, 1873년 5월 25일 – 제네바, 1955년 3월 15일)는 스위스/이탈리아의 엔지니어이다.
베소는 리스바흐에서 이탈리아계 유대인(세파르디) 가문에서 태어났다. 그는 취리히에 있는 현재의 ETH 취리히의 전신인 연방 폴리테크닉 대학교 재학시와 그 후 베른에 있는 특허 사무소에서 근무하는 동안에 알베르트 아인슈타인의 절친한 친구였는데, 아인슈타인은 이곳에서 그의 취직을 도왔다. 베소는 아인슈타인에게, 물리학에 대한 회의적 비평가이며 물리학에 대한 아인슈타인의 접근 방식에 영향을 준 사람인 에른스트 마흐의 연구 내용을 소개 한 것으로 알려져 있다. 아인슈타인은 베소에 대하여 과학적 아이디어에 대한 "유럽 최고의 사운딩 보드"(sounding board)라고 불렀다. 아인슈타인은 특수 상대성 이론에 관한 그의 원본 논문의 말미 부분에서 “마지막으로 여기에서 논의된 문제에 대한 나의 연구 동안에 제 친구이자 동료인 M. 베소가 제 곁에 굳건히 서 있었으며, 다수의 귀중한 제안에 내가 빚지고 있다는 점을 밝혀 두고자 한다.”고 기술하고 있다.
베소는 81세의 나이에 제네바에서 사망했다. 아인슈타인은 베소 가족에게 보내는 위로 편지에서 “이제 그는 나보다 조금 앞서서 이 기묘한 세상을 떠났습니다. 이것은 아무런 의미도 없습니다. 믿음을 가진 우리와 같은 물리학자들에게 과거, 현재, 미래의 구별은 지속적이긴 하지만 환상일 뿐입니다.”라고 하였다. 아인슈타인은 친구가 사망한 1개월 3일 뒤인 1955년 4월 18일에 사망했다.

## 같이 보기
- 〈아인슈타인의 꿈〉
- 〈지니어스〉, 아인슈타인의 생애를 그린 TV 시리즈

## 참고 문헌
- American Institute of Physics-The Center for History of Physics : Einstein, Image and Impact : The Formive Years, 3 보관됨 2015-04-04 - 웨이백 머신
- 크리스챤 브라코, 아인슈타인과 베소 : 취리히에서 밀라노까지
- 아인슈타인-베소 원고 : 마법사의 장막 뒤에서 엿보기 보관됨 2017-03-20 - 웨이백 머신